# Gran Premio Día de Andalucía Ciudad de Dos Hermanas
El Gran Premio Día de Andalucía Ciudad de Dos Hermanas fue uno de los grandes premios que se disputaba en el Gran Hipódromo de Andalucía de Dos Hermanas, durante la temporada de invierno, en el mes de febrero. La carrera estaba destinada a caballos y yeguas de cuatro años o más nacidos y criados en España, sobre una distancia de 2.100 metros. La edición de 2018 fue la única que se disputó con unas condiciones y distancia diferente, ya que estaba destinada a caballos y yeguas de cuatro años o más, sobre una distancia de 1.600 metros.

## Palmarés[1][2][3][4]
| Gran Premio Día de Andalucía Ciudad de Dos Hermanas |                       |                    |                         |                            |       |
| 2019                                                | HOOPONOPONO (SPA)     | José Luis Borrego  | Juan Carlos Rosell      | Cuadra Annua Racing        | 2100m |
| 2018                                                | CEFIRO (IRE)          | José Luis Martínez | Juan Luis Maroto        | Cuadra La Toledana         | 1600m |
| 2017                                                | AL TROPICAL (SPA)     | Borja Fayos        | Jorge Antonio Rodríguez | Cuadra Palomares           | 2100m |
| 2016                                                | REY DE LA PLATA (SPA) | Ricardo Sousa      | Ovidio Rodríguez        | Cuadra Emilio Pérez Guzmán | 2100m |